# Pogonosoma stricklandi
Pogonosoma stricklandi là một loài ruồi trong họ Asilidae. Pogonosoma stricklandi được Adisoemarto miêu tả năm 1967. Loài này phân bố ở vùng Tân Bắc giới.